# Övre Kuivakangas
Övre Kuivakangas är den nordligare delen av byn Kuivakangas (översättning ’torrheden’) i Övertorneå distrikt (Övertorneå socken) i Övertorneå kommun som också består av Nedre Kuivakangas och Västra Kuivakangas (Poikkijärvi). Bebyggelsen i Övre Kuivakangas avgränsades av SCB 1990 tillsammans med den i Nedre Kuivakangas till en småort namnsatt till Kuivakangas och Pudas. Från 1995 har bebyggelsen här avgränsats till en egen småort namnsatt till Pudas
Övre Kuivakangas har Torne älv och holmen Palosaari i öster och bergen Perävaara och Lammivaara i väster. Ån Soukolojoki rinner in i Torne älv precis norr om Övre Kuivakangas. Soukolojoki kan ses som gräns mellan Övre Kuivakangas och Korva.

## Befolkningsutveckling
| Befolkningsutvecklingen i Pudas 1990–2015                                                                             | Befolkningsutvecklingen i Pudas 1990–2015 | Befolkningsutvecklingen i Pudas 1990–2015 | Befolkningsutvecklingen i Pudas 1990–2015 | Befolkningsutvecklingen i Pudas 1990–2015 |
| --- | ----------------------------------------- | ----------------------------------------- | ----------------------------------------- | ----------------------------------------- |
| |                                           |                                           |                                           |                                           |
| År |                                           |                                           | Folkmängd                                 | Areal (ha)                                |
| 1990 | 1990                                      |                                           | 100                                       | 24##                                      |
| 1995 | 1995                                      |                                           | 98                                        | 24#                                       |
| 2000 | 2000                                      |                                           | 89                                        | 24#                                       |
| 2005 | 2005                                      |                                           | 85                                        | 25#                                       |
| 2010 | 2010                                      |                                           | 76                                        | 25#                                       |
| 2015 | 2015                                      |                                           | 77                                        | 35#                                       |
| Anm.: Ny småort 1995. # Som småort. ## Befolkningen 31 december 1990 inom det område som avgränsades som småort 1995. |                                           |                                           |                                           |                                           |

Vid folkräkningen den 31 december  1890 bodde det 200 personer i Kuivakangas.

## Samhället
Hemmanen Lammirova, Mella (Norbergs), Huhtasaari och Hannukainen hör till Övre Kuivakangas.

## Personer från bygden
Författaren Gunnar Kieri är född här.
Politikern Linda Modig är bosatt här.